# República de Ararate
A República de Ararate ou República Curda do Ararate  foi um Estado curdo auto-proclamado. Estava localizado na parte nordeste da Turquia moderna, sendo centrada na Província de Caracosse. Agirî é o nome curdo para Ararate.

## História
A República de Ararate liderada pelo comitê central do partido Xoybûn (fundado por curdos e armênios) declarou sua independência em 28 de outubro de 1927 ou 1928, durante uma onda de revolta entre os curdos no sudeste da Turquia.
A rebelião de Ararate foi liderada pelo General Ihsan Nuri Pasha. Em outubro de 1927, curdos Ava ou Kurdava, um povoado perto do Monte Ararate foi designado como a capital provisória do Curdistão. Xoybûn fez apelos para as grandes potências e a Liga das Nações, e também enviou mensagens para outros curdos no Iraque e na Síria para pedir cooperação.
O exército turco posteriormente esmagou a República de Ararate em setembro de 1930.